# Virgarina
Virgarina is een geslacht van vlinders van de familie Lycaenidae.

## Soorten
- V. capula M.
- V. scopula (Druce, 1873)